# Malurus
Malurus é um género de ave da família Maluridae. Endêmica da Austrália.

## Espécies
- Malurus grayi (Wallace, 1862)
- Malurus campbelli Schodde & Mason, 1982
- Malurus alboscapulatus A.B. Meyer, 1874
- Malurus cyanocephalus (Quoy & Gaimard, 1830)
- Malurus amabilis Gould, 1837
- Malurus lamberti Vigors & Horsfield 1827
- Malurus pulcherrimus Gould, 1844
- Malurus elegans Gould, 1837
- Malurus cyaneus (Latham, 1783)
- Malurus splendens (Quoy & Gaimard, 1830)
- Malurus coronatus Gould, 1858
- Malurus alboscapulatus A.B.Meyer, 1874
- Malurus melanocephalus (Latham, 1802)
- Malurus leucopterus Dumont, 1824